# Élégie écrite dans un cimetière de campagne

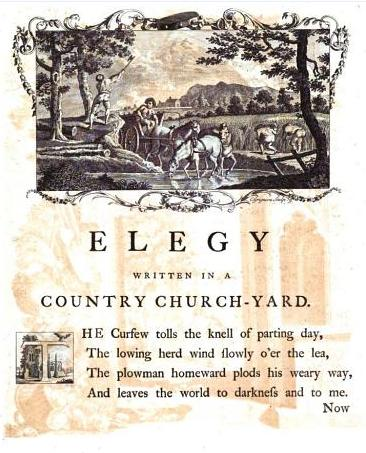
Première page de l'édition illustrée de Robert Dodsley de lÉlégie écrite dans un cimetière de campagne, avec illustration de l'écrivain Richard Bentley.

Élégie écrite dans un cimetière de campagne est un poème de Thomas Gray (1716-1771) publié en 1751. 
L'auteur a commencé à l'écrire peu après la mort de son ami Richard West. Plein de tristesse et probablement d'amertume face à la finitude de la vie humaine, il mène une réflexion stoïque assez sombre sur la mort, qui est incontournable dans l'univers des memento mori. Bien que Thomas Gray n'ait pas été un écrivain très prolifique, ce poème est l'un des plus célèbres du patrimoine anglais, et il est considéré comme une marque du début de la révolution romantique.

## Portée historique
On raconte qu’avant de livrer la bataille des plaines d'Abraham en 1759, le général britannique James Wolfe récita cette poésie à ses soldats, ajoutant « Messieurs, j’aurais préféré écrire cette poésie que de prendre Québec demain ».

## Dimension philosophique
Elle est riche au travers du texte, que l'on peut résumer — bien que ce ne soit pas rendre tout à fait compte de sa profondeur et de sa complexité — à un Memento mori qui débouche sur un Carpe diem.